# 大分県立四日市高等学校
大分県立四日市高等学校（おおいたけんりつ よっかいちこうとうがっこう）は、大分県宇佐市大字四日市に所在した公立の高等学校。2007年（平成19年）3月31日に閉校し、4月から旧大分県立宇佐高等学校と統合され、新たに大分県立宇佐高等学校となった。軟式野球の強豪校として有名で、2度の全国制覇を果たしている。

## 設置学科
- 普通科
  - 英語コース

## 所在地
- 〒879-0471 大分県宇佐市大字四日市3315

北緯33度31分44秒 東経131度19分10秒 / 北緯33.52889度 東経131.31944度

## 沿革
- 1911年（明治44年）4月 『宇佐郡実科高等女学校』として創立される。
- 1923年（大正12年）4月 大分県に移管して、『大分県立四日市高等女学校』に改称される。
- 1948年（昭和23年）4月 学制改革により『大分県立四日市高等学校第一部』に改称される。
- 1951年（昭和26年）4月 高校再編成により『大分県立四日市南高等学校』として分離される。
- 1953年（昭和28年）4月 『大分県立四日市高等学校』に改称する。
- 1972年（昭和47年）11月 校舎を移転する。
- 1992年（平成4年）8月 全国高等学校軟式野球選手権大会で優勝する。
- 2004年（平成16年）8月 全国高等学校軟式野球選手権大会で優勝する。
- 2007年（平成19年）3月31日 閉校。
- 2007年（平成19年）4月1日 『大分県立宇佐高等学校』と統合し、『新大分県立宇佐高等学校』となる。

## 跡地の利用
統合後の新高校は旧宇佐高校の敷地に設置されたため、旧四日市高校の校舎・敷地は利用されていない状況であったが、宇佐市が県から譲渡を受け、改装した上で、校舎が老朽化し耐震基準を満たしていない宇佐市立西部中学校を2008年（平成20年）9月に移転する計画である。

## 卒業生
- 神出元一（全国農業協同組合連合会理事長）
- しいの実（演歌歌手）
- 桂文治（11代目・落語家）